# Блондло, Рене
Рене Проспер Блондло (1849—1930) — французский физик, член Парижской АН (1894).
Окончил университет в Нанси, где и работал (в 1896—1910 гг. — профессор).
Работы по термодинамике, электромагнетизму, оптике. В 1891 г. разработал метод определения скорости распространения электромагнитных волн, получив значение 297  600 км/с, в 1892 г. — метод передачи электромагнитных волн вдоль металлических проводов.
Определил скорость рентгеновских лучей, обнаружил, что она совпадает со скоростью света и показал, что рентгеновские лучи являются электромагнитными волнами. Выполнил опыты с диэлектриками, движущимися в электромагнитных полях. Исследовал фотоэффект.
В 1903 году объявил об открытии «N-лучей», которые оказались вымыслом. По его словам, N-лучи усиливали способность глаз видеть слабо освещённые предметы. Он заявил также, что сконструировал спектроскоп для N-лучей, в котором использовалась алюминиевая призма. В 1904 году Французская академия наук присудила ему премию Леконта. Позже Роберт Вуд посетил лабораторию Блондло. Тот продемонстрировал Вуду свои опыты и утверждал, что наблюдает на себе действие лучей, несмотря на то, что Вуд перед экспериментом незаметно вынул из спектроскопа алюминиевую призму.